# アリー・アブドッラー・サーレハ
アリー・アブドッラー・サーレハ（アラビア語: علي عبد الله صالح, ラテン文字転写: ʿAlī ʿAbdullāh Ṣāliḥ、1947年3月21日 - 2017年12月4日）は、イエメン共和国の政治家。同国大統領（初代）を務めた。

## 概要
旧北イエメン共和国（イエメン・アラブ共和国）の陸軍総司令官を経て北イエメン共和国大統領となり、 1990年の南北イエメン統合によって統一政府の初代大統領に選出される。北イエメン時代を含めれば1978年から2012年まで34年間にわたり国家指導者の立場にあった。よって北イエメン大統領時代からカウントすれば、在任年数で赤道ギニアのテオドロ・オビアン・ンゲマ大統領を上回り、2012年の退任時点で世界最長政権を率いる人物であった（君主を除く）。
2011年12月22日に事実上、副大統領のアブド・ラッボ・マンスール・ハーディーに大統領権限を移譲。退任後もイエメン軍元帥、及び国民全体会議党首として一定の影響力を維持し、反政府勢力フーシと連携して、ハーディー大統領派と事実上の内戦を戦うも、その後決裂してフーシに殺害された。
軍人としては北イエメン軍の総司令官を務め、その後統合された南北イエメン軍でも陸軍元帥の名誉称号を与えられた。こうした軍との深い関係が権力掌握における重要な後ろ盾となった。

## 人物
イエメン・ムタワッキリテ王国のアル＝アフマル市に生まれる（サナア県バイト・アル＝アフマル村とするものもある）。同地はハーシド氏族の統治する地域で、サーレハ家はシーア派（ザイド派）を信仰するアラブ系イエメン人であった。ザイド派はイエメンでは主流とされているイスラム教宗派だが、サーレハ家は厳密にはさらにその中でも少数派の宗派に属しており、ザイド派の多数派が伝統的に王侯貴族を独占していた北イエメン王国のザイド・イマーム制では国政に関わる権利を持たなかった。
1958年、サーレハは中等教育を途中で放棄すると北イエメン王国軍に入隊して兵士となった。1960年には北イエメン王立士官学校で学び、下士官として伍長に昇進した。北イエメン革命ではアブドゥッラー・アッ＝サッラール大佐らの軍事クーデター（北イエメン革命）に賛同し、革命終了後に北イエメン共和国軍少尉に昇進する。

## 経歴

### 北イエメンでの独裁

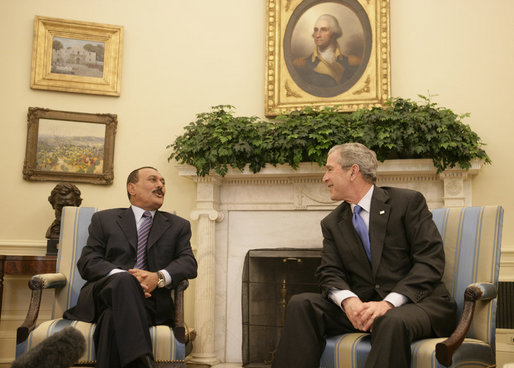
ジョージ・ブッシュ米大統領と談笑するサーレハ

共和国政府と王党派の亡命政府による北イエメン内戦が始まると各地を転戦して昇進を重ね、1977年にアフマド・ビン・フセイン・アル＝ガシュミー大統領からタイズ県の軍司令官に任命される。
1978年6月24日、ガシュミー大統領が暗殺されると臨時召集された最高行政委員会の一員として事態収拾にあたり、また若手将校ながら幕僚会議議長代理として軍参謀本部を統制した。7月17日、軍を押さえたサーレハは最高行政委員会から北イエメン共和国第6代大統領に任命され、国家元首として陸軍総司令官および陸軍参謀総長を兼任する事を宣言した。これが北イエメン共和国議会の承認を伴ったかは議論がある。
自らへの暗殺未遂として30名の将校を処刑するなど軍内で大規模な粛清を行い、軍人としても陸軍大佐に昇進するなど影響力を強めていった。軍権力を後ろ盾にした独裁が危惧される中、1期目の任期終了後にサーレハは諸政党を翼賛的に合流させる構想を発表。1982年8月30日に自身が党首を務める翼賛連合「国民全体会議」を組織し、同党により2期目を共和国議会に承認させた。
これ以降、実質的に議会は国民全体会議の一党独裁状態となり、党首であるサーレハの独裁体制が継続していくことになる。

### イエメン統合後
隣国の南イエメン共和国ではソ連からの支援が途絶えた事で物資不足や国力の低下が進み、冷戦終結が目前に迫った1990年頃から北イエメンとの統合議論が本格化していた。サーレハもこの構想に前向きな姿勢を見せ、南イエメンの実質的な指導者である南イエメン社会党書記長アリー・サーリム・アル＝ベイドとの交渉を行った。両者の協議でイエメン統合後の新政府ではサーレハが大統領、アリー・サーレムが首相および副大統領に就任する事などが決定された。1990年5月22日、イエメン統合によりサーレハは初代イエメン大統領に就任した。
1990年8月2日、湾岸戦争が勃発すると、サーレハは同じアラブ協力会議の加盟国であるヨルダンのフセイン1世とともにイラクのフセイン政権と戦うことを拒否し、国際社会のみならず、アラブ諸国の非難を受けた。抗議としてクウェート政府は国内のイエメン人労働者を全て国外追放処分にした。
1993年、統合政府としては初めてとなる総選挙が行われ、旧・北イエメンの翼賛政党である国民全体会議が全体議席の3分の1以上となる301議席中122議席を獲得した:309。北イエメン時代には及ばないものの、統合イエメンにおいてもサーレハが強大な権限を有している事を示した。
1994年5月4日に北イエメン派の主導する統治に反感を抱いた副大統領アリー・サーリム・アル＝ベイドは再分離を主張してイエメン内戦を引き起こすが、サーレハは2か月間の戦いを経て反乱軍を鎮圧した。対立勢力を排除したサーレハは統合イエメンでの独裁体制確立に向けた動きを本格化させる。
1997年12月24日、サーレハは軍から陸軍元帥の名誉称号を授与され、統合イエメン軍の最高司令官という立場を得た。続いて1999年にはイエメン大統領選挙で「96.2%の得票を得て」大統領に再選された:310。この選挙ではまともな対立候補が立てられておらず、統合政府においてもサーレハの独裁が確実視されつつあった。
総選挙後に大統領の任期を7年間に延長するなど大統領に権限を集中させる法律を可決させ、国際団体「フリーダム・ハウス」はイエメンでの政治的自由が悪化していると警告した。国外の批判に対してサーレハは2005年7月に次期大統領選挙への不出馬を表明したが、2006年9月20日に前言を撤回して大統領選挙に出馬した。この事には政権内でも批判が噴出したが、サーレハは出馬を強行した。

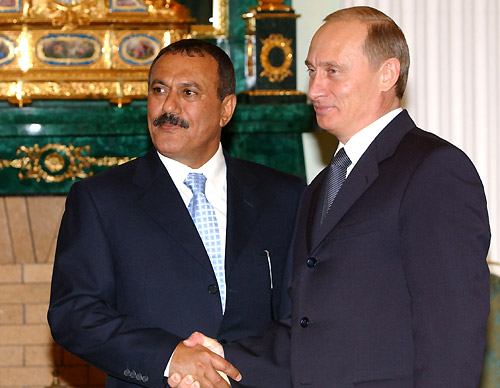
ウラジーミル・プーチン露大統領と会談するサーレハ

2006年、イエメン大統領選挙でサーレハは対抗馬となったファイサル・ビン・シャムランに20%以上の投票を奪われるというアクシデントに見舞われたものの、結局は77.2%の票を獲得して再選を決定した。既に統合から16年間、北イエメン時代から数えれば24年目の統治であり、独裁以外の何物でもなかった。サーレハは新しい任期について、アメリカとの対テロ協力などをスローガンに掲げ、演説で米艦コール襲撃事件での対米協力を強調する発言を行った。
イエメン国内ではサーレハの肖像画や壁画が無数に作られ、自身の名前を模した巨大モスクが建てられるなど、周辺のアラブ諸国同様に指導者に対する神格化を進めていた。

### イランとの友好関係

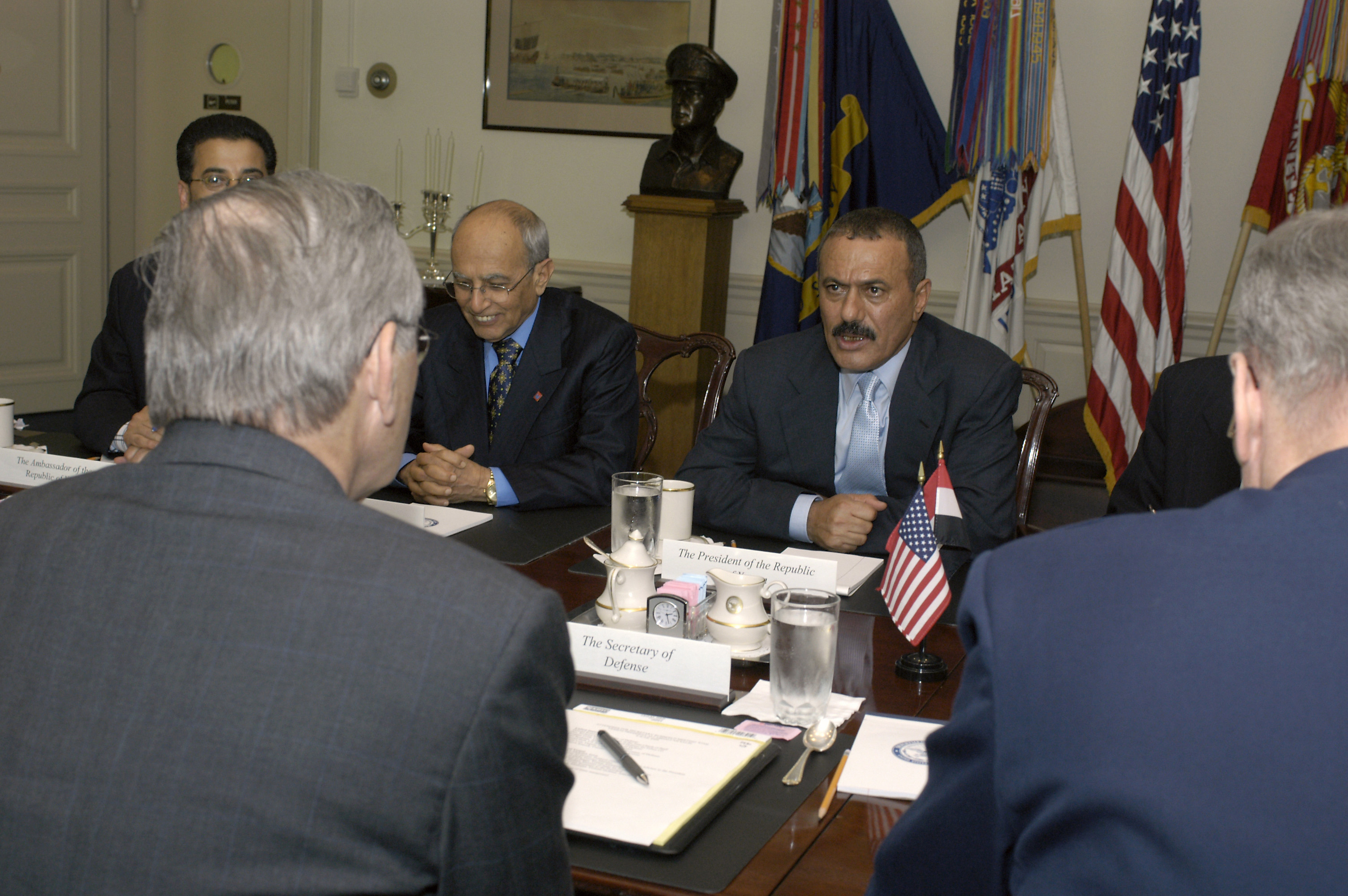
米国防総省との会談（ペンタゴン）

2000年4月、サーレハはイランを訪問した。イランとの友好関係は継続され、2003年5月15日にイラク戦争が発生するとアメリカによる独裁体制への干渉を危惧して結びつきをさらに深め、イランのハータミー大統領がシリアと共にイエメンを同盟国として訪問した。
2010年時点ですら、イエメンは原子力関連についてイランとの協力関係を維持し、2011年2月のスーダン問題は南イエメンとの対立を抱える統合政府をイランとの結束強化に動かした。イラン政府はサーレハの南部イエメン支配を支持する宣言を行っている。

### イエメン騒乱
2011年、チュニジアでのジャスミン革命を発端とするアラブ世界での民主化運動（アラブの春）が広がりを見せると、30年以上の独裁が続くイエメンにもサーレハ政権打倒を求める動きが発生した。背景には政治的な不自由に加えて、イエメンの経済が停滞して高失業率状態にある事も存在している。当初サーレハは国民に福祉政策などの懐柔策を示す一方、警官隊を動員してデモを弾圧するなど硬軟を織り交ぜた方針を採ったが、国際的な流れもあって反政府運動は一向に収まらなかった。
2011年2月2日、サーレハは二度目となる次期大統領選挙への不出馬を表明して事態収拾を図った。党内でもサーレハへの不信感が高まり、2月23日にデモ弾圧に抗議して11名の議員が辞職した。3月5日には新たに閣僚経験者を含む13名が辞職した。3月10日、サーレハは新憲法に関して国民投票を行う意向を宣言した。
3月18日、警察隊によってデモ隊への攻撃が行われ、52人が死亡し200名以上が負傷する惨事が起きた。3月20日、サーレハは首相ら内閣に総辞職を命じ、その二日後には「私を追放しようとすれば、必ず内戦へと繋がるだろう」と不穏な内容の演説を行った。
4月23日、湾岸協力会議の仲介案に基づいて訴追の否定、政権引継ぎへの準備期間などを条件に退陣へ同意した。後継者に副大統領アブド・ラッボ・マンスール・ハーディーを指名する事も決定された。2011年5月18日、サーレハは反対勢力の代表との協定に署名する事を了承し、1か月以内に退陣すると表明した。
しかし5月23日になってサーレハは一転、全ての和平交渉を破棄すると宣言し、湾岸協力会議やアメリカ政府の交渉を一方的に打ち切った。

### 暗殺未遂事件
交渉終了によって再び警察や軍による弾圧が再開され、これに反対する軍・警察部隊やデモ隊との衝突が激化、内戦前夜の状況に至り始めた。6月3日、反政府軍によって大統領宮殿へRPGを使用した砲撃が行われ、宮殿内に着弾した砲弾によって大統領の護衛兵4名が死亡し、大統領自身も閣僚数名と共に負傷した（砲撃ではなく、爆弾の爆破とするものもある）。一部では死亡説も流れるなど国内は騒然となったが、同日中にサーレハは音声によるラジオ演説を行い反政府軍への攻撃続行を宣言した。一方でサーレハが負った傷は直ちに命に別状はないものの、重傷である事も複数のメディアによって報道された。サーレハはより大規模で安全な医療施設のあるサウジアラビアの陸軍病院へ移送され、結果的に国外へ一時亡命する形になった。6月4日、サーレハは副大統領アブド・ラッボ・マンスール・ハーディーを大統領代行に指名した。
アメリカ政府の発表した情報によれば、サーレハは全身の40%に火傷を負った重体であると主張されている。対するサウジアラビア政府はサーレハに対して体内の砲弾破片の摘出と、首神経への治療を主に行ったと声明を出した。
2011年7月7日、サーレハは全身を包帯で保護した状態ながら、映像によるテレビ演説をイエメン全土に放送した。その中でアル＝ハディへの政権移譲の予定を改めて表明した。そして9月23日、暗殺未遂から数か月ぶりにイエメンへ帰国、大統領に復帰した事をイエメン政府が発表した。

### 大統領退陣
2011年11月23日にサーレハはサウジアラビアのリヤドを訪問し、アブド・ラッボ・マンスール・ハーディー副大統領らへの30日以内の権限移譲などが盛り込まれた湾岸協力会議(GCC)や欧米による調停案に署名した。これにより12月23日をもって暫定政権に移行し（ただし名目上の大統領職にはとどまる）、その後60日後の2012年2月21日に大統領選挙が行われることが確定。サーレハは大統領選挙をもって正式に大統領を退くこととなった。この背景には、長引く紛争による大統領派の弱体化が指摘されている。アメリカや日本、EUなどはこれを支持する声明を発表したが、一方でサーレハは退陣の見返りとして訴追免除と身の安全が保障されることとなったことに反政府派が反発。2012年1月21日に議会が訴追免除を可能にする法律を可決させ、翌22日にはサナアで数千人による抗議デモが発生した。
訴追免除の法律が成立した翌日に治療目的で渡米、テレビ演説で国民に対し謝罪の言葉を口にした。2月21日に行われた大統領選挙ではアブド・ラッボ・マンスール・ハーディーが当選、2月25日にハーディーは議会において大統領就任を宣誓した。これによってサーレハは正式に大統領職を退き、2月27日に権限委譲式典を行った。ただし同選挙は信任選挙という側面が強く、候補者はハーディーの一名のみで選択肢は存在していない。またハーディー副大統領はサーレハの腹心として政権運営に深く関わり続けた人物であり、サーレハ自身も先述の通り後継者に指名している。
こうした点からハーディー当選は独裁政権の後継であると考える反サーレハ派による選挙ボイコットが呼びかけられた。結果、有効票内の得票率が99.8%を記録する一方で国民の投票率は66%に留まっている。オバマ米大統領は選挙自体は公正に行われた事を高く評価し、「平和的な解決」と結果を支持している。自らが望む形での決着に加え、議会内の最大勢力である国民全体会議党首としてサーレハの影響力は維持されている。

### 反政府勢力との蜜月と殺害
大統領退任後のサーレハは、かつて大統領在任中に弾圧した反政府勢力フーシと蜜月を築き、共通の敵のハーディー大統領派と事実上の内戦を戦った。しかし、2017年12月2日にはフーシとの同盟関係が崩れたと発表。同時に、フーシへの攻撃を続けるサウジアラビア主導の連合軍と和平協議を行う用意があると発表した。12月4日、フーシが樹立した政府の内務省はサーレハ殺害を公表し、遺体も確認された。70歳没。

## 略歴
- 1947年：北イエメン王国のアル＝アフマル市に生まれる。
- 1958年：北イエメン軍入隊。
- 1960年：陸軍士官学校入校。王国軍伍長昇進。
- 1962年：北イエメン革命で反乱軍に参加（-1970年）
- 1963年：共和国軍少尉昇進。
- 1964年：上級指揮課程入校。装甲車両指揮を専攻分野に選択。
- 1970年：北イエメン内戦終結。軍幹部として友好国への駐在武官などを経験。
- 1977年：北イエメン共和国大統領アフマド・ビン・フセイン・アル＝ガーシミーにより、タイズ方面軍司令官に任命。
- 1978年
  - 6月24日：ガシミ大統領暗殺事件発生。臨時政府から副大統領および軍幕僚会議議長代理に任命される。
  - 7月18日：北イエメン共和国大統領（第6代）就任。サーレハ政権成立。
  - 7月24日：軍最高司令官の兼務を宣言。
- 1979年：軍内の反サーレハ派に対する粛清。陸軍大佐昇進。
- 1982年：国民全体会議による事実上の一党独裁体制が確立。
- 1983年：北イエメン大統領に再選（2期目）
- 1988年：北イエメン大統領に再々選（3期目）
- 1990年：イエメン統合。南イエメン大統領アリー・サーレム・アル＝ビードが副大統領に、自身は大統領に就任。
- 1993年：国民全体会議が統合イエメンでも議会第一党の地位を確保。
- 1994年
  - 5月4日：イエメン内戦勃発。サーリム副大統領、南イエメンの再分離を宣言。
  - 7月7日：イエメン内戦終結。サーリム元副大統領亡命。
  - 10月1日：共和国憲法改正。イエメン大統領に再選（2期目）。
- 1997年：陸軍元帥昇進。
- 1999年：イエメン大統領に再選（3期目）。大統領任期を7年間に延長。
- 2006年：イエメン大統領に再選（4期目）。
- 2011年
  - 1月18日：イエメン騒乱勃発。デモ隊への弾圧行為で国際社会の非難を受ける。
  - 4月23日：訴追否定、任期終了後の不出馬など湾岸協力会議仲裁案を了承。
  - 5月23日：湾岸協力会議仲裁案を破棄。デモ隊への弾圧を再開。
  - 6月3日：反政府勢力より砲撃を受け負傷、翌4日にサウジアラビアの病院へ搬送。
  - 9月23日：イエメンへ帰国。大統領に復帰。
  - 11月23日：30日以内の大統領権限移譲に同意。
  - 12月23日：30日以内の大統領権限移譲案に従い事実上の退任。
- 2012年
  - 1月22日：治療目的の訪米。
  - 2月25日：大統領選挙終了後、ハーディー副大統領に元首権限を移譲。
- 2017年
  - 12月2日：共闘関係にあったイスラム過激派組織フーシとの同盟関係が崩れたと発表。
  - 12月4日：フーシが樹立した政府の内務省がサーレハ殺害を公表。

## エピソード
- 自身の子息や親戚を軍の要職に登用して一族による支配を行っている
  - 長男のアフマド（英語版）は共和国防衛隊兼軍特殊部隊司令官を務めている
  - 三人の甥であるターリク・ムハンマド・アブドゥッラー・サーレハ、ヤフヤー・ムハンマド・サーレハ、アンマール・ムハンマド・サーレハはそれぞれ大統領特別警護隊司令官、中央治安軍司令官、国家保安局長官に任命されている[59]。